# Groeftarszwartschild
De groeftarszwartschild (Pterostichus vernalis) is een keversoort uit de familie van de loopkevers (Carabidae). De wetenschappelijke naam van de soort werd in 1796 gepubliceerd door Georg Wolfgang Franz Panzer.

## Kenmerken
De kever heeft een lengte van meestal van 6 tot 8 mm. Het is een zwarte kever met poten en antennes, donkerbruin tot zwart. Met een afgerond pronotum heeft hij ook getande achterhoeken.

## Verspreiding
Geografisch gezien komt deze kever voornamelijk voor in Groot-Brittannië, met name in Leicestershire en Rutland.